# Gilli Rólantsson
Gilli Rólantsson (Tvøroyri, 11 de agosto de 1992) es un futbolista feroés que juega en la demarcación de extremo para el KÍ Klaksvik de la Primera División de las Islas Feroe.

## Selección nacional
Tras jugar con la selección de fútbol sub-17 de Islas Feroe, la sub-19 y la sub-21, finalmente hizo su debut con la selección absoluta el 21 de febrero de 2013 en un partido de amistoso contra Tailandia que finalizó con un resultado de 2-0 a favor del combinado tailandés tras los goles de Narubadin Weerawatnodom y Pakorn Parmpak.

### Goles internacionales
| # | Fecha                   | Estadio                           | Oponente | Gol | Resultado | Competición                                          |
| - | ----------------------- | --------------------------------- | -------- | --- | --------- | ---------------------------------------------------- |
| 1 | 3 de septiembre de 2017 | Tórsvøllur, Torshavn, Islas Feroe | Andorra  | 1-0 | 1-0       | Clasificación para la Copa Mundial de Fútbol de 2018 |

## Clubes
| Club                 | País        | Año       | Partidos | Goles |
| -------------------- | ----------- | --------- | -------- | ----- |
| Tvøroyrar Bóltfelag  | Islas Feroe | 2009-2013 | 54       | 20    |
| B36 Tórshavn         | Islas Feroe | 2013-2014 | 26       | 2     |
| Aalborg Boldspilklub | Dinamarca   | 2014-2016 | 26       | 1     |
| SK Brann             | Noruega     | 2016-2020 | 111      | 9     |
| Odds BK              | Noruega     | 2021-2022 | 49       | 3     |
| TB Tvøroyri          | Islas Feroe | 2023      | 13       | 0     |
| Vejle Boldklub       | Dinamarca   | 2023      | 7        | 0     |
| TB Tvøroyri          | Islas Feroe | 2024-2025 | 42       | 1     |
| KÍ Klaksvik          | Islas Feroe | 2025-     | 4        | 0     |

## Palmarés

### Campeonatos nacionales
| Título                 | Club                 | País      | Año  |
| ---------------------- | -------------------- | --------- | ---- |
| Superliga de Dinamarca | Aalborg Boldspilklub | Dinamarca | 2014 |
| Copa de Dinamarca      | Aalborg Boldspilklub | Dinamarca | 2014 |